# Malý Bahorec
Malý Bahorec este o arie protejată (arie specială de conservare — SAC, sit de importanță comunitară — SCI) din Slovacia întinsă pe o suprafață de 6 ha, integral pe uscat.

## Localizare
Centrul sitului Malý Bahorec este situat la coordonatele 48°23′14″N 18°06′06″E / 48.387331°N 18.101581°E.

## Înființare
Situl Malý Bahorec a fost declarat sit de importanță comunitară în septembrie 2015 pentru a proteja un număr necunoscut de specii din flora spontană și fauna sălbatică aflate în arealul zonei. Situl a fost protejat și ca arie specială de conservare în octombrie 2017.

## Biodiversitate
Situată în ecoregiunea alpină, aria protejată conține 1 habitat natural: Pajiști stepice subpanonice.
La baza desemnării sitului se află un număr nedeclarat de specii protejate.